# Raza fantástica
Muchas historias y mundos de fantasía llaman a sus agrupaciones de seres razas. En la mayoría de dichos mundos, estas razas están relacionadas, típicamente desarrollándose a partir de una especie (a menudo de humanos) con influencia mágica o divina. El uso de este término en este contexto fue popularizado por J. R. R. Tolkien y después adaptado y difundido por el juego de rol Dungeons & Dragons. De cualquier manera, muchos universos imaginarios usan indistintamente los términos raza y especie, a pesar de que algunos escritores[¿quién?] consideran el término especie despectivo para sus creaciones.
Hay cientos de razas fantásticas, algunas inventadas por autores de libros y más tarde utilizadas por muchos escritores (como los hobbits de Tolkien) y otras razas o criaturas mitológicas, conocidas por todos (faunos, quimeras, dragones) 
En los videojuegos, la raza hace referencia típicamente a cualquier especie humana o no. Sagas como Warcraft o Mortal Kombat popularizaron el tener como protagonistas seres humanoides pertenecientes a "reinos" diferentes como Edenia o el Mundo Exterior.

## Ejemplos más notables de razas fantásticas
- Razas de Arda, el universo fantástico creado por el escritor británico J. R. R. Tolkien en El Señor de los Anillos y otras historias de su legendarium, llevadas posteriormente a la radio, el cine, la televisión, los videojuegos y a los juegos de rol y de tablero.
- Dungeons & Dragons, juego de rol y serie de dibujos animados.
- Star Wars, saga de películas.
- Razas de Dragon Ball, serie de animación.
- Razas de la Galaxia Pegaso y las razas de Stargate SG-1, de las series de televisión Stargate.
- Babylon 5, serie de televisión.
- Neopets, juego de mascotas virtuales en línea.
- Warcraft, serie de videojuegos.
- Mortal Kombat, serie de videojuegos de pelea.

- Datos: Q2607197
- Multimedia: Fantasy races / Q2607197